# Chikinchel

División de las jurisdicciones o cacicazgos mayas en el siglo XVI según Ralph L. Roys.

Chikinchel (también llamada Chauacá) (del idioma maya: Chikinchel de Chikín:poniente; Chel:arco iris (Roys, lo traduce como bosque del poniente, porque Cheel significa bosque)) es el nombre de una de las jurisdicciones mayas existentes a la llegada de los conquistadores españoles en el siglo XVI. Chauaca (del idioma maya: Chauac'há: agua larga) se ha usado también para nombrar a esta provincia, pero al parecer se trataba del nombre de la ciudad principal. Igual ha sido el caso de Maní cuyo nombre se ha usado para denominar a la jurisdicción de Tutul Xiu.
Tras la destrucción de Mayapán (1441-1461), en la Península de Yucatán, se crearon grandes rivalidades entre los mayas, y  se formaron 16 jurisdicciones independientes llamadas Kuchkabal. En cada Kuchkabal había un Halach Uinik (del maya: Halach Uinik ‘Hombre de hecho; Hombre de mando’), quien era el jefe con la máxima autoridad militar, judicial y política y que vivía en una ciudad principal considerada la capital de la jurisdicción.

## Datos históricos y territoriales
Colindó el cacicazgo, al sur con el de Tazes y Cupul , al oeste con el de Ah Kin Chel,  al este con el de Ekab, del que lo separaba una zona de pantanos y al norte una extensa porción del litoral de la península de Yucatán, en la zona de los esteros (hoy Ría Lagartos y El Cuyo) que proveía de caza y pesca en abundancia, además de la preciada sal (era el principal productor en la península), aunque seguramente también de condiciones insalubres por lo que presumiblemente los dignatarios optaban por vivir en poblaciones alejadas de la costa.
Chikinchel no parece haber sido una provincia muy unida. Chauaca (Chauac Há) peleaba frecuentemente con Sinsimato y con Aké. Sin embargo, la sal unía a los habitantes de la jurisdicción ya que entre todos impedían que los forasteros de Ah Kin Chel y los del sur vinieran hacia las charcas en donde se producía el valioso cloruro. Dice Yucatán en el tiempo que según los españoles los indígenas de la provincia eran muy refinados en modos y en el hablar. Chauaca que era la principal ciudad estaba a orillas del lago del mismo nombre, posiblemente el que actualmente se llama Xuaca, cerca de donde fue construida originalmente la ciudad de Valladolid, en Chauac Há. Más tarde sus habitantes fueron concentrados en lo que actualmente es Tizimín y hacia 1579 sólo quedaban 20 familias viviendo donde Chauaca había florecido. Desde ahí, Francisco de Montejo (el sobrino) se dirigió en 1528 al poblado de Aké, posiblemente el actual Dzonotaké, cerca del cual hay vestigios arqueológicos mayas en torno a un cenote.
Hacia 1549 el batab de Aké fue Luis Ná. Otro poblado importante fue Loche, cuyo batab en 1549 se llamaba Jorge Dzib. Se sabe de ellos por los recuentos del conquistador durante su exploración del oriente de la península.